# Asača (sopka)
Asača je název dlouhodobě nečinného vulkanického komplexu, nacházející se na východě Ruska v jižní části Kamčatského poloostrova, asi 100 km jihozápadně od hlavního města Kamčatského kraje Petropavlovsk-Kamčatskij. Skupina sopek je tvořená starším štítovým vulkánem Asača, lávovým dómem Tumanov a stratovulkány Želtij a dnešní Asačou. Věk celého sopečného pole se odhaduje na pozdní pleistocén, avšak některé z desítek menších lávových dómů jsou holocenního stáří. Do raného holocénu se řadí také čedičové lávové proudy a sypané kužele v západní a jižní části.
Svahy masivu jsou místy přerušeny trhlinami a roklemi. V západní části masivu lze nalézt ledovcový kar s jezerem. V roce 1983 došlo v oblasti k silnému tektonickému zemětřesení, což naznačuje, že lokalita je stále vulkanicky aktivní. Ostatně na sopce samotné je patrná aktivita fumarol.